# Mendozellus devius
Mendozellus devius är en insektsart som beskrevs av Rauno E. Linnavuori och Delong 1977. Mendozellus devius ingår i släktet Mendozellus och familjen dvärgstritar. Inga underarter finns listade i Catalogue of Life.